# Nejvyšší soud České republiky
Nejvyšší soud České republiky se sídlem v Brně je spolu s Nejvyšším správním soudem nejvyšším článkem v soustavě soudů České republiky. Jeho hlavním úkolem je zajišťování jednoty a zákonnosti rozhodovací praxe českých soudů v trestním řízení a v občanském soudním řízení, a to především rozhodováním o mimořádných opravných prostředcích proti rozhodnutím soudů nižších stupňů a zaujímáním sjednocujících stanovisek.
Soud vznikl v souvislosti se vznikem samostatné České republiky k 1. lednu 1993 transformací Nejvyššího soudu České a Slovenské Federativní Republiky, přičemž z dosavadního Nejvyššího soudu České republiky, existujícího od uskutečnění federalizace Československa roku 1969, se stal Vrchní soud v Praze. Sídlí v památkově chráněné budově postavené roku 1932, která původně sloužila jako sídlo Všeobecného penzijního ústavu.

## Agenda
Základem činnosti Nejvyššího soudu je rozhodování o mimořádných opravných prostředcích proti rozhodnutím odvolacích (krajských nebo vrchních) soudů – o civilních a trestněprávních dovoláních, v trestním řízení také o stížnostech pro porušení zákona (v roce 2022 napadlo celkem 4 269 civilních dovolání, 1 207 trestních dovolání a 136 stížností pro porušení zákona). Tím plní svou hlavní úlohu, jíž je sjednocování české judikatury. Vedle toho Nejvyššímu soudu přísluší určitá speciální agenda – uznání rozhodnutí zahraničních soudů, povolení průvozu osoby podle evropského zatýkacího rozkazu v rámci Evropské unie i v rámci vydávání do ciziny, přezkum příkazů k odposlechu a záznamu nebo zjištění údajů o telekomunikačním provozu, rozhodnutí v pochybnostech o vynětí z pravomoci orgánů činných v trestním řízení, přikázání věci jinému než místně příslušnému soudu mezi obvody vrchních soudů nebo určení místní příslušnosti v civilním soudnictví, pokud podmínky pro takové určení chybí nebo je nelze zjistit. Veřejná jednání soudu jsou obvykle přístupná, ledaže je veřejnost z důležitých důvodů vyloučena, veřejných zasedání v trestním řízení se účastní státní zástupci Nejvyššího státního zastupitelství.
Nejvyšší soud rozhoduje buď standardně ve specializovaných tříčlenných senátech složených z předsedy a dvou dalších soudců, nebo v jednom ze dvou velkých senátů kolegií, které se skládají z předsedy a dalších alespoň osmi soudců daného kolegia. Velké senáty rozhodují jen tehdy, jestliže tříčlenný senát dospěl k právnímu názoru, který je odlišný od dosavadní judikatury Nejvyššího soudu. Kromě běžné rozhodovací činnosti také sleduje a vyhodnocuje pravomocná rozhodnutí ostatních soudů v občanském soudním řízení i v trestním řízení a na jejich základě v zájmu jednotného rozhodování soudů zaujímá na úrovni příslušného kolegia nebo v plénu sjednocující stanoviska. Tato stanoviska, stejně jako svá klasická rozhodnutí, pak uveřejňuje na svých webových stránkách v pseudonymizované podobě. Kromě toho vydává i tištěnou Sbírku soudních rozhodnutí a stanovisek, ve které jsou publikována všechna sjednocující stanoviska a některá významná rozhodnutí nejen Nejvyššího soudu.

## Složení soudu

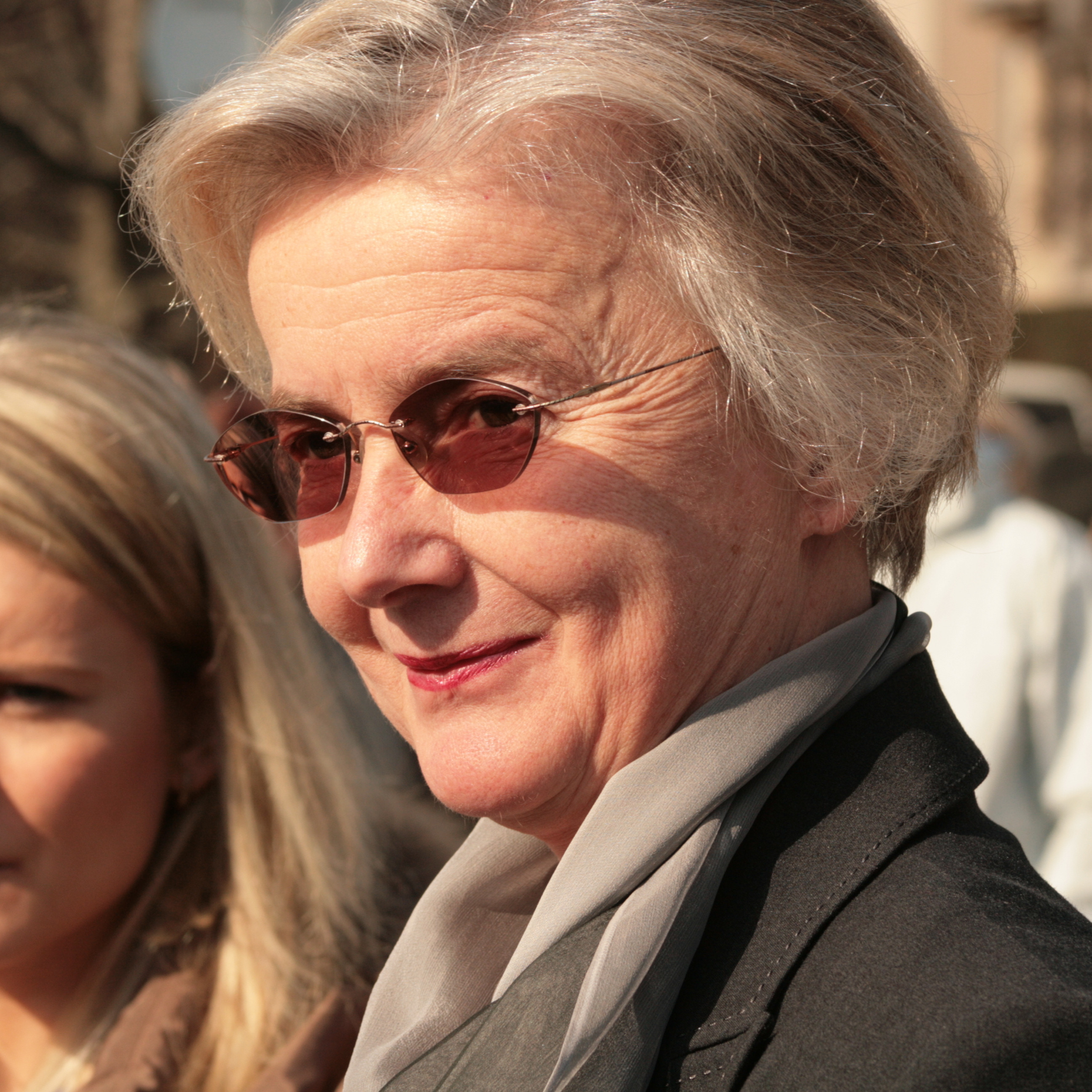
V pořadí třetí předsedkyně NS Iva Brožová v roce 2013

Nejvyšší soud se skládá z předsedy a místopředsedy, ty jmenuje z řad  soudců Nejvyššího soudu na funkční období 10 let prezident republiky, dále z předsedů kolegií, předsedů senátů a z dalších soudců. Pro přidělení nebo přeložení k Nejvyššímu soudu musí soudce splňovat podmínku alespoň desetileté odborné praxe. Soudci tvoří dvě kolegia, trestní kolegium (zhruba třetina soudců) a občanskoprávní a obchodní kolegium (zhruba dvě třetiny soudců), které vzniklo spojením původního občanskoprávního kolegia a obchodního kolegia. Předsedy kolegií a předsedy senátů (stejně jako dva členy Rady Justiční akademie, která garantuje její výchovnou a vzdělávací činnost, a tři členy zvláštního senátu v sídle Nejvyššího správního soudu, jenž rozhoduje kompetenční spory o pravomoc nebo věcnou příslušnost v určité věci) jmenuje předseda soudu. Ten také každému soudci na jeho návrh jmenuje alespoň jednoho asistenta, který pak z pověření soudce činí jednotlivé úkony soudního řízení. Jako svůj poradní orgán má předseda k dispozici pětičlennou soudcovskou radu, složenou ze zvolených soudců Nejvyššího soudu.

### Předsedové Nejvyššího soudu
- JUDr. Otakar Motejl (1993–1998)[16]
- JUDr. Eliška Wagnerová (1998–2002)[16]
- JUDr. Iva Brožová (2002–2015)[16]
- prof. JUDr. Pavel Šámal, Ph.D. (2015–2020)[17]
- JUDr. Petr Angyalossy, Ph.D. (od 2020)

### Místopředsedové Nejvyššího soudu
- JUDr. Pavel Kučera (1993–2010)[16]
- JUDr. Jaroslav Bureš (2006)[pozn. 2]
- JUDr. Roman Fiala (2011–2020)[18]
- JUDr. Petr Šuk (od 2021)

## Historie

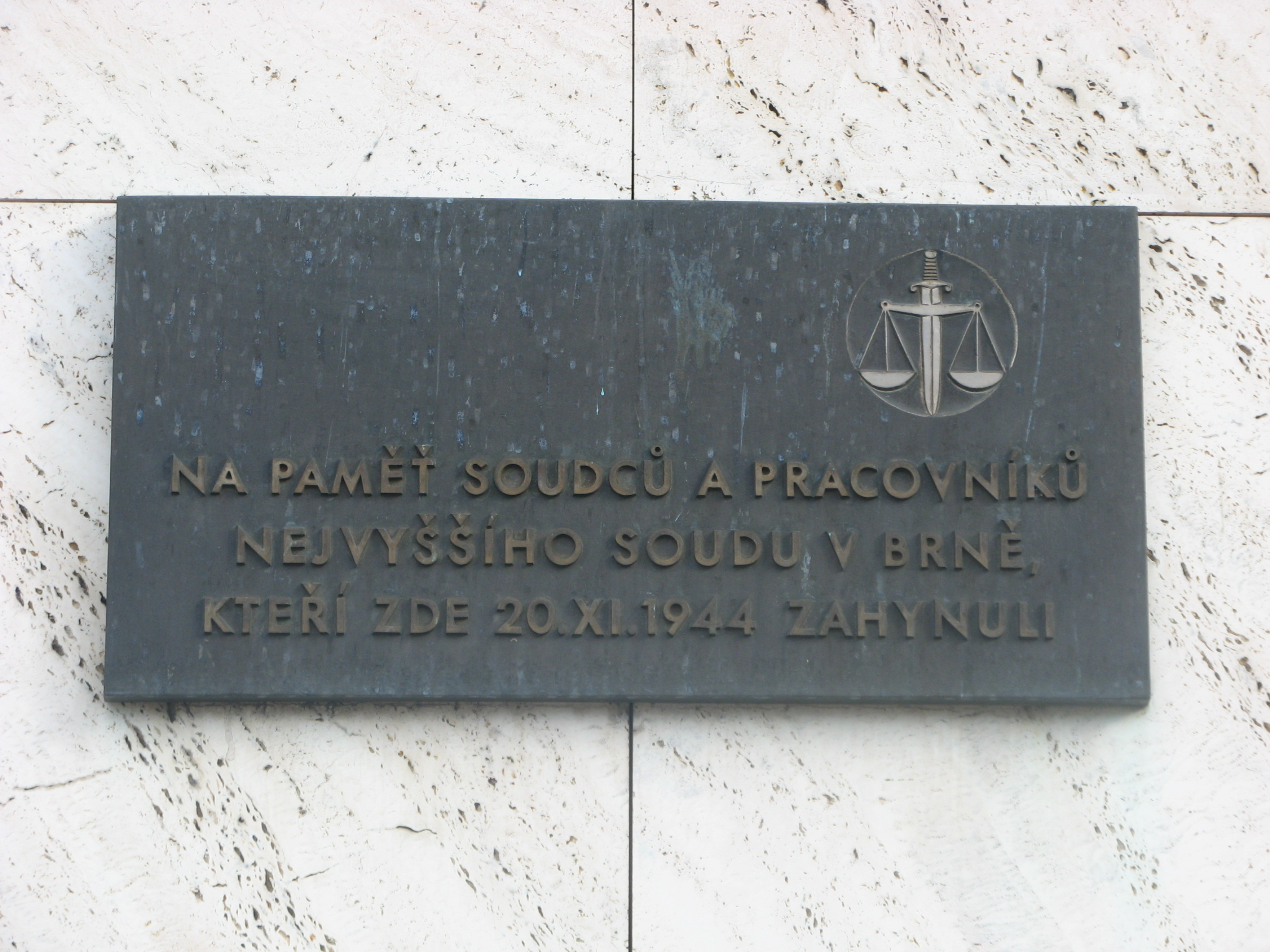
Pamětní deska na budově bývalého detašovaného pracoviště na Malinovského náměstí v Brně

### Soudy předchozích státních útvarů
Nejvyšší soud Československé republiky vznikl v roce 1918 v Praze, ale brzy nato byl zásluhou tehdejšího prvního děkana brněnské právnické fakulty a poslance Františka Weyra přesunut do Brna, kde 5. listopadu 1919 zahájil svou činnost. Svou činností přímo navazoval na vídeňský Nejvyšší soudní a kasační dvůr, který také rozhodoval jako poslední instance v civilních a trestních věcech. V Brně působil v letech 1939–1945 i Nejvyšší soud Protektorátu Čechy a Morava, jehož část soudců a zaměstnanců zahynula při bombardování 20. listopadu 1944 (pamětní deska je umístěna na nároží budovy jeho dřívějšího detašovaného pracoviště v paláci Morava na Malinovského náměstí).
Po druhé světové válce byla obnovena kontinuita československého právního řádu a státních orgánů, Nejvyšší soud byl ale k 1. lednu 1950 přesunut do hlavního města Prahy. V důsledku federalizace Československa v roce 1969 pak vedle Nejvyššího soudu Československé socialistické republiky se sídlem v Praze vznikl kromě bratislavského nejvyššího soudu pro slovenskou část federace i Nejvyšší soud České socialistické republiky, také se sídlem v Praze. Roku 1991 bylo rozhodnuto, že se sídlo Nejvyššího soudu České a Slovenské Federativní Republiky nejpozději do konce roku 1992 přesune zpět do Brna, k tomu ale došlo až v roce 1993, kdy už byl tento federální nejvyšší soud transformován na Nejvyšší soud České republiky a dosavadní republikový Nejvyšší soud České republiky se sídlem v Praze prošel transformací ve Vrchní soud v Praze.

### Nejvyšší soud České republiky
Nejvyšší soud byl až do roku 2002 na základě zmocnění čl. 91 odst. 1 Ústavy zákonem označován jako Nejvyšší soud České republiky (tedy stejně jako bývalý nejvyšší soud české části ČSFR), od té doby působí už pouze pod názvem Nejvyšší soud (v občanském soudním řádu a trestním řádu však stále zůstalo označení „Nejvyšší soud České republiky“).
Až do roku 1996 rozhodoval o mimořádných opravných prostředcích i pražský vrchní soud; Nejvyšší soud rozhodoval jen tam, kde vrchní soud rozhodl o odvoláních proti rozhodnutím krajských soudů jako soudů prvního stupně. Poté však tato agenda přešla zcela na Nejvyšší soud, který se tak definitivně stal vrcholnou soudní institucí. Ve druhé polovině 90. let 20. století docházelo ke konfliktům mezi Nejvyšším soudem a Ústavním soudem. V této souvislosti se hovoří o válce soudů. Šlo o to, že Nejvyšší soud opakovaně odsuzoval odpírače vojenské služby za nenastoupení do armády, ačkoli Ústavní soud už nálezem sp. zn. IV. ÚS 81/95 rozhodl, že nelze za de facto jeden čin trestat dvakrát. Nejvyšší soud jeho další podobné nálezy nerespektoval až do léta 1999, kdy silnější postavení Ústavního soudu uznal a ustoupil.
Po vzoru Ústavního soudu zřídila v roce 2000 předsedkyně Eliška Wagnerová ještě bez zákonné úpravy pozice asistentů soudců občanskoprávního kolegia a následně iniciovala jejich zákonné zakotvení a uznávání jejich praxe. To bylo postupně upraveno v zákoně o soudech a soudcích, občanském soudním řádu, trestním řádu a v dalších zákonech týkajících se právnických povolání.
V roce 2006 odvolal bez bližšího zdůvodnění prezident Václav Klaus předsedkyni Nejvyššího soudu Ivu Brožovou. Ta se proti odvolání bránila u Ústavního soudu, který její odvolání zrušil a zároveň zrušil tu část zákona o soudech a soudcích, která umožňovala odvolání předsedů a místopředsedů soudů. Následně po jeho přidělení k Nejvyššímu soudu jmenoval prezident Jaroslava Bureše místopředsedou soudu. I toto přidělení a jmenování zrušil na návrh Brožové Ústavní soud s odůvodněním, že předsedu a místopředsedu Nejvyššího soudu lze jmenovat jen z řad soudců tohoto soudu a ne všech soudců, přičemž JUDr. Bureš nebyl jako soudce platně přidělen k Nejvyššímu soudu pro absenci povinného souhlasu jeho předsedkyně. Proti tomuto výroku jako neústavnímu protestovala část ústavních soudců i další právnické veřejnosti, neboť Ústava v čl. 62 písm. f) stanoví, že předseda a místopředsedové Nejvyššího soudu jsou jmenováni „ze soudců“ bez výslovné bližší specifikace. Část právní veřejnosti naopak výsledek celého sporu mezi předsedkyní Nejvyššího soudu a prezidentem republiky přivítala.

## Sídlo

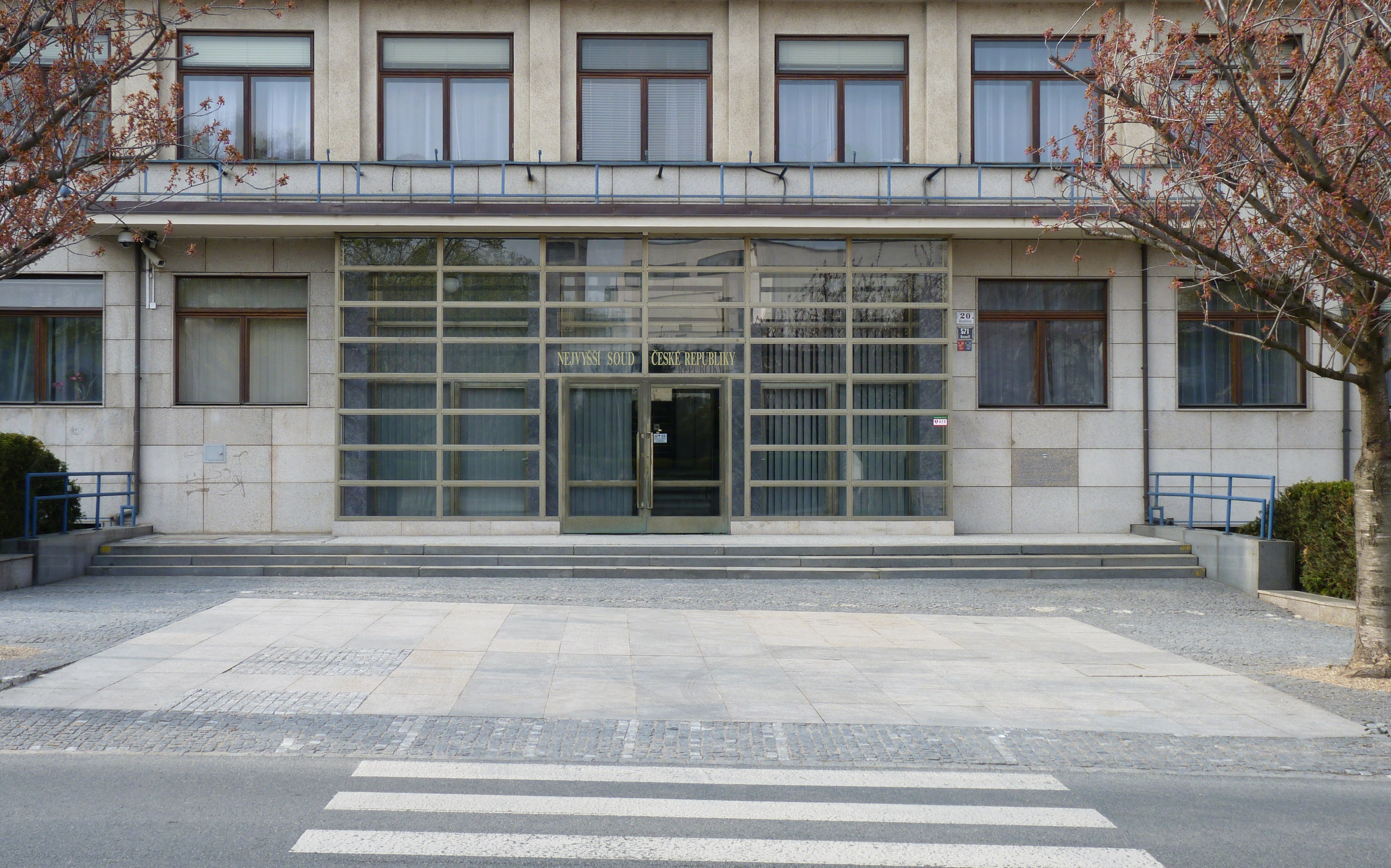
Hlavní vchod do budovy Nejvyššího soudu

Československý Nejvyšší soud měl původně sídlit v Praze, ale už roku 1919 byl přesunut do Brna, kde sídlil (spolu s Vrchním zemským soudem, Zemským soudem pro věci civilní, Okresním soudem Brno-město pro věci civilní a Okresním soudem Brno-venkov pro věci civilní) v justičním paláci na Rooseveltově ulici (nakonec sídlo pouze brněnského krajského soudu). Ten ovšem pro všechny tyto instituce kapacitně nepostačoval, detašované pracoviště v novém zemském domě nebylo vyhovující, a proto se roku 1931 rozhodlo o výstavbě samostatné budovy. Vybráno bylo místo na tehdejším Akademickém náměstí na ulici Veveří, kde měly vyrůst i budovy české techniky a univerzity. Kvůli sporům o staveniště a politické situaci na konci 30. let však k realizaci záměru nakonec nedošlo. Po roce 1945 se Nejvyšší soud přesunul do hlavního města a umístěn byl v justičním paláci na náměstí Hrdinů na Pankráci, kde původně sídlil zemský trestní soud (po roce 1993 sídlo pražského vrchního soudu a vrchního státního zastupitelství).
Od roku 1993 je sídlem Nejvyššího soudu opět Brno, konkrétně funkcionalistická budova původně Všeobecného penzijního ústavu, postavená v roce 1932 podle projektu Emila Králíka, profesora brněnské vysoké školy technické. Původně šestipodlažní budova s železobetonovým skeletem uzavírá a spojuje řady domů dvou ulic. Hlavní administrativní blok je oddělen od bočních obytných částí prosklenými schodišti. Prosklený vchod vede do velkoryse pojatého vestibulu obloženého mramorem. Od 60. let 20. století zde sídlil Krajský výbor KSČ, v roce 1986 proběhla podle projektu Milana Steinhausera nadstavba mansardového patra a do nádvoří byl vestavěn sál. Budova je od roku 1958 chráněna jako nemovitá kulturní památka. V letech 1994–1999 zde spolu se soudem sídlila i tehdy nově vzniklá Fakulta informatiky Masarykovy univerzity. Budova však nebyla stavěna pro justiční účely, navíc Nejvyššímu soudu kapacitně nedostačuje a také její technický stav není vyhovující. Vzhledem k prostorovým problémům soud zakoupil sousedící budovu na ulici Bayerova, avšak její nutná adaptace spolu s několik let připravovanou rekonstrukcí hlavní budovy byla vzhledem k nedostatku financí v roce 2009 odložena na neurčito. Jako další řešení vznikl projekt zcela nové budovy, kde by navíc spolu s Nejvyšším soudem sídlilo i Nejvyšší státní zastupitelství, nicméně v roce 2015 Ministerstvo spravedlnosti přislíbilo dostatek finančních prostředků na odstranění již zcela zchátralého bývalého bytového domu na ulici Bayerova a na výstavbu nové přístavby na jeho místě. Tato přístavba byla slavnostně otevřena v říjnu 2019, pro Nejvyšší soud vhodnější sídlo blíže historickému centru města zůstalo v plánech pro budoucnost. V původní budově Nejvyššího soudu dochází k rekonstrukcím. Například 13. října 2022 byl otevřen nově zrekonstruovaný Sál Františka Vážného.